# Нарапаті II
Нарапаті II (*бірм. နရပတိ; 22 вересня 1476 — 14 березня 1527) — 14-й володар царства Ава у 1501—1527 роках. Відомий також як Швенанчавшина (Володар вишуканого золотого палацу).

## Життєпис
Походив з династії Паган-Пінья. Другий син Мінхаунг, ейншейміна (спадкоємця), та Атули Тхірі. Народився 1476 року, отримавши ім'я Мін Све. Про молоді роки обмаль відомостей. 1501 року після смерті батька та його співволодаря Тхіхатхури II успадкував владу, прийнявши ім'я Нарапаті II.
У листопаді того ж року повстав небіж Норахта, намісник Яметхіна, який також послав вбивцю, щоб убити Нарапаті II, що майже вдалося. Заколот було придушено, а Норахту схоплено та втоплено в річці Іраваді. В результаті зміцнено владу в державі.
Втім невдовзі стикнувся з союзом шанських князівств, який все більше становив загрозу для Ави, які постійно здійснювали напади на північ. Водночас почало наступ держава П'ї, війська якої захопили територію Ави на півдні. У 1505—1506 роках війська шанів на чолі з Со Лоном, собвою (князем) Могн'їна, здійснили напад на територію Ави до Дабаїну. У 1508—1509 роках війська П'ї дійшли до Магве. Нарапаті II намагався зберегти вірність Мінг'ї Ньо, намісника Таунгу, передав тому увесь регіон Чаусхе. Але Мінг'ї Ньо оголосив незалежність у жовтні 1510 року. Єдиним стійким союзником Ави залишилося шанське князівство Шіпо (Тібау) на чолі з його Конмаїнгом I.
1511 року Со Лон захопив Бхамо в Шіпо. Того ж року Нарапаті II звів золотий палац в аві, за яким в подальшому став відомий. У 1517—1518 роках сплюндрував північ Ави. У 1519 році шанське князівство Кале також повстала. До початку 1520-х років територія Ави настільки скоротилася, що була ненабагато більшою, ніж її колишні васальні держави. Наприкінці 1523 року союз шанських князівств та П'ї спільно атакували Аву з півночі та півдня. Ава спільно з Шіпо дала відсіч, але поступово їх затиснули. 22 березня 1525 року ворожі війська захопили та розграбували Аву, змусивши Нарапаті II втекти з міста.
У 1527 році війська шанського союзу знову повернулися й взяли в облогу Аву. 14 березня 1527 року король помер від вогнепального поранення під час бою. Шани захопили Аву, де собва Со Лон поставив свого сина Тоханбву на чолі Ави. Це поклало край 163-річній ролі Ави як панівної сили у Верхній Бірмі. Багато людей з Ави втекли до Таунгу.